# Orden de la Merced
La Orden Real y Militar de Nuestra Señora de la Merced y la Redención de los Cautivos, más conocida como Orden de la Merced (en latín: Ordo Beatæ Mariæ Virginis de Redemptione Captivorum), es una orden religiosa católica mendicante, fundada en 1218 por san Pedro Nolasco (ca. 1180–1245) para la redención de los cristianos cautivos en manos de musulmanes (60 000 hasta 1779). Los mercedarios se comprometen con un cuarto voto, añadido a los tradicionales de pobreza, obediencia y castidad de las demás órdenes, a liberar a otros más débiles en la fe, aunque su vida peligre por ello.
La fundación de la Orden se produjo diez días después de la triple aparición de la Virgen María, en su advocación de Virgen de la Merced, acaecida el 1 de agosto de 1218: al fundador de la orden san Pedro Nolasco, al rey Jaime I de Aragón conocido como "el conquistador", y al confesor del fundador San Raimundo de Peñafort.

## La Orden de la Merced hoy

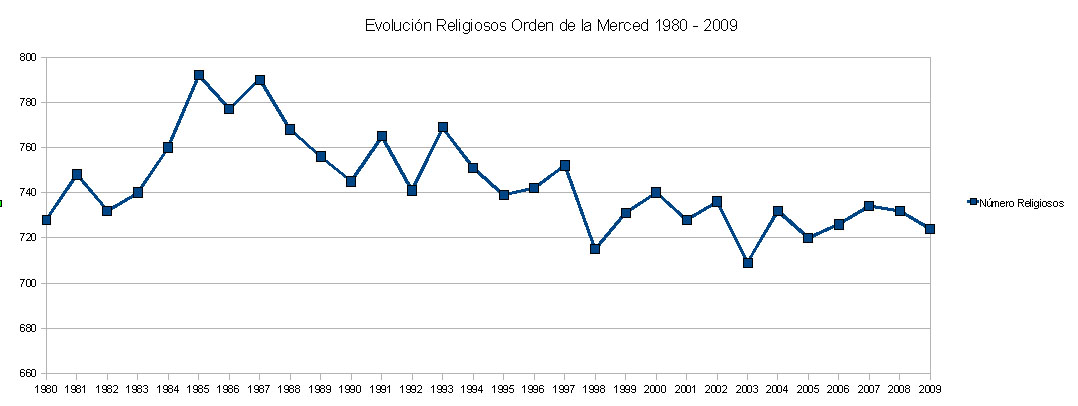
Evolución del número de Religiosos de la Orden de la Merced 1980-2009

### Los mercedarios en el mundo
En 2009, la Orden poseía 157 casas y 724 religiosos. Estos frailes se extienden por 23 países (Angola, Argentina, Bolivia, Brasil, Camerún, Chile, Colombia, Cuba, Ecuador, El Salvador, España, Estados Unidos, Guatemala, Honduras, India, Italia, México, Mozambique, Panamá, Perú, Puerto Rico, República Dominicana, Venezuela) estructurados en nueve provincias (Aragón, Argentina, Brasil, Castilla, Chile, México, Perú, Quito-Ecuador y Romana), y cuatro vicarías (Caribe, Centroamérica, Estados Unidos y Venezuela).

### El carisma mercedario y las nuevas formas de cautividad
Entre 1776 y mediados del s. XIX se producen las últimas redenciones de cautivos, por lo que desde ese momento se hace necesario redefinir las funciones de la Orden. Así, desde la restauración de la Orden en 1880 por el Maestro General P. Pedro Armengol Valenzuela, se produjo una reflexión para profundizar en cuál debía ser la tarea de los mercedarios en los nuevos tiempos.
A partir de ahí, se abrieron colegios (por ejemplo, el "Tirso de Molina" en 1910 en Ferrol, España) y se establecieron misiones (por ejemplo, en 1922 en el Piauí, Brasil). Destaca también su presencia en las guerras de los Grandes Lagos Africanos en los 90
En las Constituciones de la Orden, en vigor, de 1986 se dice: "Las nuevas formas de cautividad constituyen el campo propio de la misión y cuarto votos mercedarios, se dan allí donde hay una situación social en la que concurran las siguientes condiciones:
1. es opresora y degradante de la persona humana;
2. nace de principios y sistemas opuestos al evangelio;
3. pone en peligro la fe de los cristianos; y
4. ofrece la posibilidad de ayudar, visitar y redimir a las personas que se encuentran dentro de ella."[15]

### Fundación

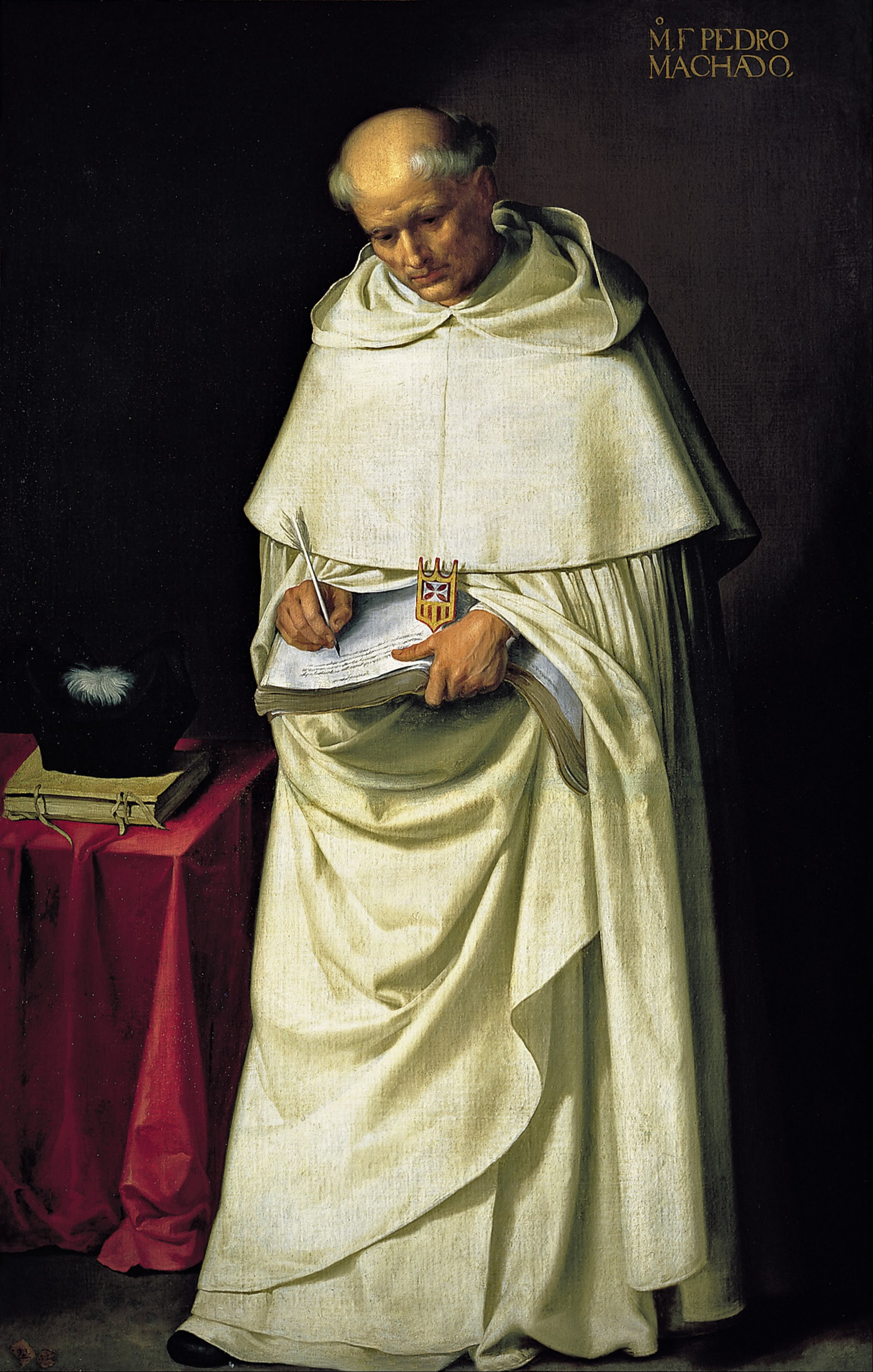
Un Fraile Mercedario con hábito religioso, por Zurbarán.

## Devoción a la Virgen de la Merced

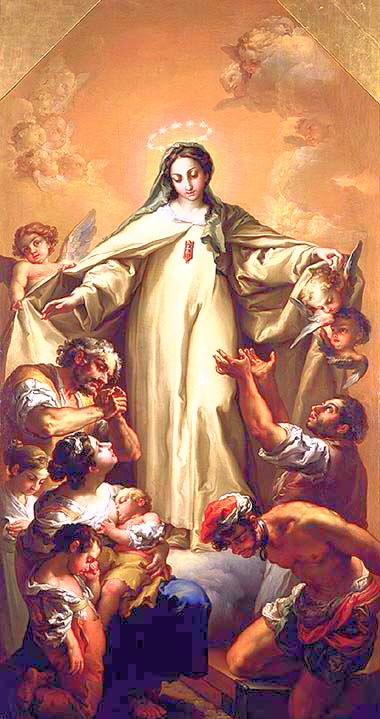
Imagen de la Santísima Virgen María de la Misericordia.

## Historia de la Orden de la Merced